# Balchasjsjön
Balchasjsjön (kazakiska: Балқаш көлi, Balqasj köli; ryska: озеро Балхаш) är en endorheisk sjö (saknar utlopp) i Kazakstan med tillflöde från floden Ili. Den var ursprungligen 18 000 km² stor, men den krymper på grund av uttorkning och har för närvarande en yta på 16 996 km². Den är belägen på 342 meters höjd över havet. Dess västra del (9 600 km²) har en låg salthalt 1-2 g/l medan dess östra del (6 900 km²) innehåller vatten med en salthalt på 3-5 g/l. Den har ett medeldjup på 5,8 meter och ett maximumdjup på 25,6 meter. På sjöns norra strand ligger staden Balchasj.
Vid södra delen av sjön finns främst bladvass nära stranden. Här mynnar floderna Lepsij, Aksu, Karatal och Ili. I sjön finns många fiskar som gräskarp, braxen, abborrfiskar, gös och egentliga malar. Enstaka exemplar hade en längd på 5 meter. Typisk är fåglar som vit pelikan eller krushuvad pelikan. Vid sjöns kanter lever vildsvin och vargar.